# Tilman Singer

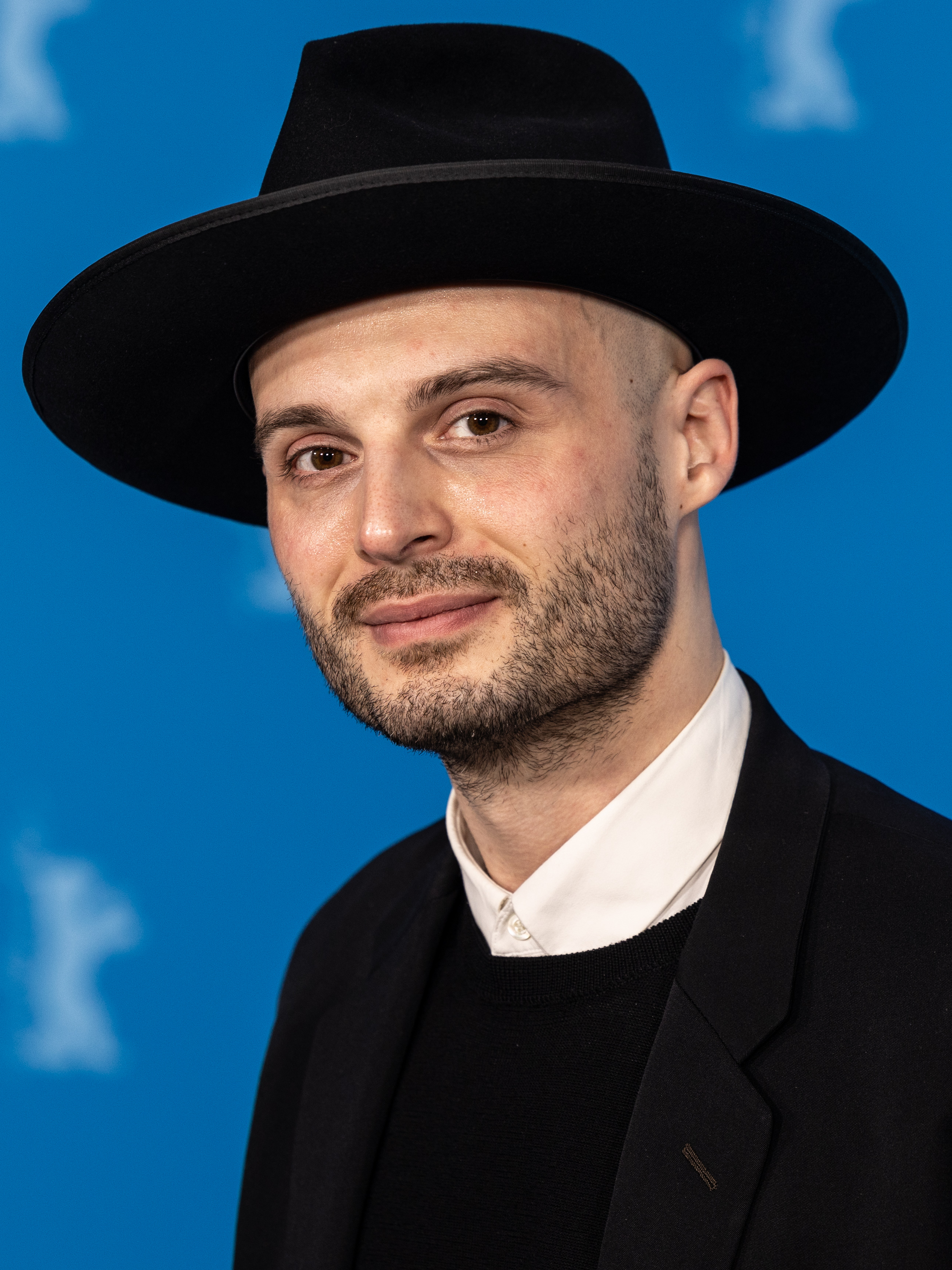
Tilman Singer, 2024

Tilman Singer (* 1988 in Leipzig) ist ein deutscher Regisseur und Drehbuchautor.

## Leben
Tilman Singer wurde 1988 in der damaligen DDR geboren. Er studierte an der Kunsthochschule für Medien Köln, wo er seine Fähigkeiten als Regisseur und Drehbuchautor entwickelte. Singer begann seine Karriere als Werbefilmer und drehte mehrere Kurzfilme, darunter The Events at Mr. Yamamoto’s Alpine Residence, der auf der Regensburger Kurzfilmwoche aufgeführt wurde, und El fin del mundo, erstaufgeführt 2016 auf dem Kurzfilmfestival Köln. Sein Abschlussfilm Luz feierte 2018 auf der Berlinale Premiere und erhielt viel Lob für seine innovative Erzählweise und visuelle Ästhetik.
Im Jahr 2024 präsentierte er seinen zweiten Spielfilm Cuckoo ebenfalls auf der Berlinale, wo er erneut für seine kreative Herangehensweise an das Horror-Genre anerkannt wurde. Der Film wurde von der Deutschen Film- und Medienbewertung mit dem Prädikat „besonders wertvoll“ ausgezeichnet.

## Filmografie
- 2014: The Events at Mr. Yamamoto’s Alpine Residence (Regie, Drehbuch)
- 2016: El fin del mundo (Regie)
- 2018: Luz (Regie, Drehbuch, Schnitt, Produktion)
- 2024: Cuckoo (Regie, Drehbuch)